# Andrea Coen
Andrea Coen (Roma, 22 novembre 1960) è un clavicembalista, organista e musicologo italiano, che ha fondato con Flavio Colusso l'Ensemble Seicentonovecento. Dal 1971 è organista titolare della Chiesa di San Giacomo in Augusta, a Roma.

## Biografia

### Formazione come musicologo
Laureatosi in Lettere presso l'Università degli Studi di Roma "La Sapienza" nel 1985, e diplomatosi in clavicembalo nel 1987 presso il Royal College of Music di Londra, si è specializzato in clavicembalo con Ton Koopman, David Collyer,  Daniel Chorzempa, in organo con Wijand van De Pol, in fortepiano con Alan Curtis, Glen Wilson e Piero Rattalino. È uno specialista della musica per tastiera del XVIII secolo, di cui ha curato edizioni critiche e che ha inciso frequentemente. Di Domenico Cimarosa, conosciuto soprattutto come operista, ha curato l'edizione critica delle 88 sonate per cembalo o fortepiano (che ha in seguito proposto in concerto e poi inciso integralmente) e l'edizione critica del Sestetto primo, rivelandone così l'importanza anche come compositore di musica strumentale.

### Carriera concertistica
Come clavicembalista, organista e fortepianista ha suonato: a Roma - nelle stagioni dell'Accademia Nazionale di Santa Cecilia; nella tournée del Maggio Musicale Fiorentino ad Abu Dhabi e Dubai; al Festival de Beaune in Francia; al Festival di Musica Antica ad Innsbruck; al Theater an der Wien di Vienna, Bach Festival di Riga, in Lettonia; Festival val Vlaanderen a Lommel, in Belgio; al Festival di Bratislava, nella Repubblica Ceca.

## Discografia
- Johann Christian Bach, Wolfgang Amadeus Mozart & a., Les castrat au temps de Mozart, A.Christofellis - Ensemble Seicentonovecento, F.Colusso, A.Coen, cembalo - EMI 5 56134 2
- Georg Friedrich Haendel, Antonio Vivaldi &. a., Superbo di me stesso, A.Christofellis - Ensemble Seicentonovecento, F.Colusso, A.Coen, cembalo e organo - EMI 5 55194 2
- Giovanni Battista Pergolesi, Johann Adolf Hasse &. a., Quel usignuolo, A.Christofellis - Ensemble Seicentonovecento, F.Colusso, A.Coen, cembalo e organo - EMI 5 56134 2
- Antonio Vivaldi, Le quattro stagioni, I Solisti Italiani, A.Coen, organo - DEN CO 80539
- Giacomo Facco, Pensieri Adriarmonici Op.1, L'Arte dell'Arco, F.Guglielmo, A.Coen, cembalo e organo - DHM 77514 2
- Antonio Vivaldi, Avanti l'opera, Sinfonie & Concerti, L'Arte dell'Arco, C.Hogwood, A.Coen, cembalo e organo - DHM 77501 2
- Domenico Cimarosa, Integrale delle Sonate per fortepiano, I vol., Sonate C.1 - C. 44 - STR 33414, II vol., Sonate C.45 - C. 71 STR 33415, III vol., Sonate C. 72 - C. 88, Andrea Coen, fortepiano (Schantz, 1800 ca.) - STR 33416[4][5][6][7][8][9][10][11]
- Domenico Cimarosa, Concerti, Sestetti, Quartetti, L'Arte dell'Arco, F. Guglielmo, Andrea Coen, fortepiano (Clementi, 1815 ca.) - STR 33604
- Costanzo Antegnati, Organ work - STR 33604
- Francesco Maria Veracini - Arcangelo Corelli, Dissertazioni sull' op. V - STR 33604[12]
- Niccolò Porpora, Sonate XII a violino e basso, G.Guglielmo, violino; P.Bosna, cello; A.Coen, cembalo - DYN CDS 202 (2 CD)
- Muzio Clementi, Sonate per flauto e fortepiano, L. Pontecorvo, flauto; A. Coen, fortepiano (Broadwood, 1825 ca.) - DYN CDS 224[13]
- Giacomo Carissimi, Integrale degli Oratori, Ensemble Seicentonovecento, F.Colusso, A. Coen, cembalo, organo e regale - MR 10020, 9 CD
- Pasquale Anfossi, La nascita del Redentore, L. Petroni, A. M. Ferrante - Ensemble Seicentonovecento, F. Colusso, A. Coen, organo - MR 10018, 2 CD
- Pietro Antonio Locatelli, Sonate op. 5, L'Arte dell'Arco, A.Coen, cembalo - MR 10004
- Jacques Arcadelt & a., La bella Maniera, Ensemble Seicentonovecento, F.Colusso, A.Coen, organo e flauto diritto - MR 10045
- Giuseppe Tartini, Le ultime cinque Sonate, G. Guglielmo, violino; A.Coen, clavicembalo - MRM 101
- Jacques Arcadelt, Giacomo Carissimi, Seicentonovecento a Villa Medici, Ensemble Seicentonovecento, F.Colusso, A. Coen, organo e flauto diritto - ORFO 25
- Giovanni Battista Pergolesi, Leonardo Leo e a., Sinfonie e Sonate, V. Paternoster e P. Bosna, cello, A. Coen, clavicembalo - GB 10015 2
- Muzio Clementi, Trii op. 21 e op.22, E. Casularo, flauto; V. Paternoster, cello; A. Coen, cembalo - GB 10007 2
- Giacomo Carissimi, SS.Vergine, Daniele, Ensemble Seicentonovecento, F. Colusso, A.Coen, organo - GB 10011 2
- Giacomo Carissimi, Le Vanitas, Ensemble Seicentonovecento, F. Colusso, A.Coen, organo - GB 10007 2
- Antonio Vivaldi, Ottone in villa, P. Pace, A. M. Ferrante, A.Christofellis, J.Nirouet, L.Petroni, Ensemble Seicentonovecento, F. Colusso, A.Coen, maestro al cembalo - GB 10016 2, 2 CD
- Georg Friedrich Haendel, Salvatore Lanzetti, Per voce e violoncello, L. Loell, mezzosoprano; C. Ronco e J. Mondor, cello, A. Coen, clavicembalo e organo - CRGC 001, 2 CD
- Benedetto Marcello, flute Sonatas, Flatus Recording FS 0104-09
- Robert Valentine, flute sonatas, Flatus Recording
- Venetian composers of XVIII cent., flute sonatas, Flatus Recording
- Giovanni Battista Martini, Don Chisciotte, Intermezzi (rev. A.Coen), I Virtuosi di S.Cecilia, F.Vizioli, A. Coen, maestro al cembalo - ITC 9310
- Autori romani del secolo XVI, In artificio scientia, Ensemble Harmonia Antiqua, A.Coen, clavicembalo - SEL
- AA. VV. Sinfonie avanti l’Opera, “Intorno a Mozart”
- Domenico Cimarosa, Atene riconosciuta
- Domenico Cimarosa, Coeli Voces, mottetti
- AA. VV, Venite Pastores,
- Giacomo Carissimi, L’Essercitio dell’Oratorio,
- Giacomo Carissimi, Arion Romanus
- Alessandro Scarlatti, Musica Sacra vocale e organistica, CPO Classics
- Lodovico Giustini da Pistoia, XII sonate per cimbalo di pian e forte, 3CD Brilliant Classics 94021, World Premier Recording[14][15]
- Giuseppe e Giovanni Battista Sammartini, Concerti e Sonate, 1 CD Brilliant Classics
- Domenico Scarlatti, Sonate per viola d’amore e cembalo, 1 CD Brilliant Classics
- Georg Philipp Telemann, Complete Fantasias for Harpsichord (3 CDs), Brilliant Classics
- Antonio Vivaldi, Il pastor fido
- Carl Philipp Emanuel Bach, Musica da camera con clavicembalo obbligato
- Giacomo Carissimi, Arion Romanus (3CD)
- Carl Philipp Emanuel Bach, Tutte le Variazioni per fortepiano, Brilliant Classics, 2 Cd 95305BR[16]
- Carl Philipp Emanuel Bach, Sonate per fortepiano e violino
- Johann Joachim Quantz, Trio sonate e concerti
- Filippo Ruge, Sonate e Concerti

## Edizioni critiche
- Domenico Cimarosa, Le 88 Sonate per Clavicembalo o Fortepiano, 2 voll. Zanibon, Padova, 1988/90 (Edizione critica integrale).
- Giovanni Battista Martini, Il Don Chisciotte, Intermezzi. Ed. Italcable, Roma, 1993 (Revisione critica).
- Domenico Cimarosa, Sestetto Primo, Ut Orpheus, Bologna, 1997 (Edizione critica).
- AA.VV, L'Intavolatura di Ancona (1644), Accademia Clavicembalistica Bolognese, Bologna, 1997 (Edizione critica).
- Domenico Cimarosa, Sestetto Secondo, Ut Orpheus, Bologna, 1998 (Edizione critica).
- Benedetto Marcello, L’estro poetico-armonico, 8 voll., Ut Orpheus, Bologna, 2011.
- Muzio Clementi, Musica pianistica, organistica e vocale in seno agli Opera Omnia, Ut Orpheus, Bologna, 1999.
- Arcangelo Corelli, Cantate per Solfeggio a due canti, Ut Orpheus, Bologna, 2013.

## Voci d'enciclopedia
- AA.VV., Dizionario della Musica per Pianoforte, redazione delle voci clavicembalistiche, Rusconi Editore, Milano, 1994.

## Comitati scientifici
- È membro del Comitato scientifico per gli Opera Omnia di Muzio Clementi e dell'Advisory Board di “Ad Parnassum”[17], nonché della Societée d’Orchestre de Sion.
- È stato consulente artistico del progetto “Verso il 2005. Giacomo Carissimi Maestro dell’Europa musicale”, Roma, e coordinatore del comitato scientifico del “Centro Studi Carestini”, Filottrano, 2015.